# سيفونس
سيفنوس ((باليونانية: Σίφνος)‏؛ هي جزيرة في بلدية في مجموعة جزر كيكلادس في اليونان. البلدة الرئيسية، بالقرب من وسط الجزيرة، تعرف بأبولونيا (عدد سكانها 869 نسمة)، تضم متحف الفلكلور ومكتبة الجزيرة. يعتقد أن اسم البلدة مأخوذ من معبد أبولو القديم في موقع كنيسة بانايا يرانيوفورا. ثاني أكبر بلدة هي أرمتموناس (800 نسمة)، ويعتقد أن اسمها مأخوذ من اسم معبد الإلهة أرتميس شقيقة أبولو، والذي يقع في موقع كنيسة بانايا كوخي. قرية كاسترو (118 نسمة)، كانت عاصمة الجزيرة في العصور القديمة حتى عام 1836. وقد بنيت على حافة جرف عالي على الساحل الشرقي للجزيرة وتحتوي على الكثير من الأطلال التي ترجع إلى العصور الوسطى وهي موقع للمتحف الأثري بالجزيرة. المستوطنة-الميناء، على الساحل الغربي من الجزيرة تعرف باسم كامارس (245 نسمة).

## الجغرافيا

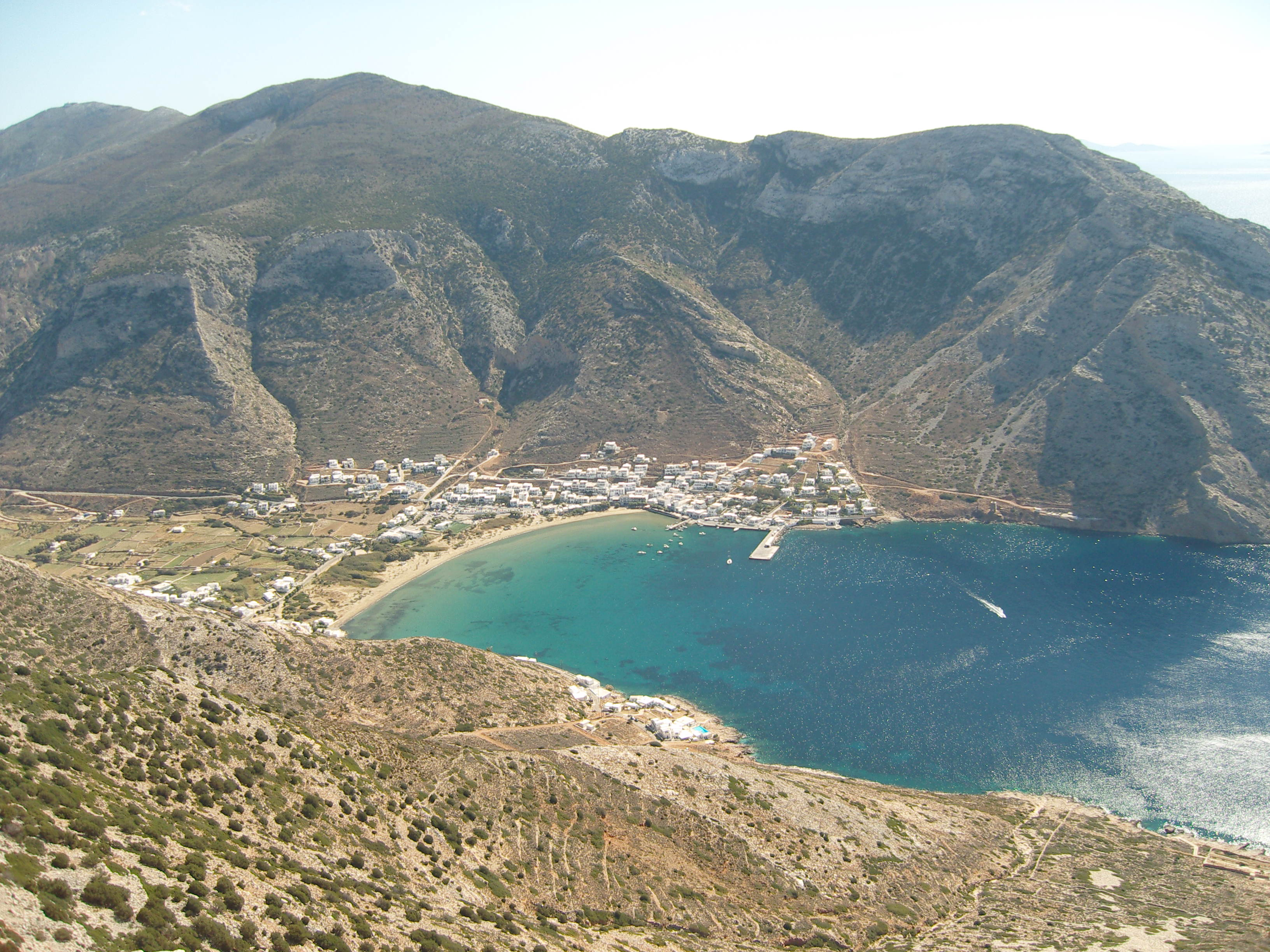
خليج كامارس.

تقع سيفنوس ضمن مجموعة جزر كيكلادس بين سيريفوس وميلوس، غرب ديلوس وباروس، على بعد 130 كم (80 ميل بحري) من بيرايوس (ميناء أثينا). تبلغ مساحة البلدية 73.942 كم² وتمتد بطول 15 كم وعرض 7.5 كم. يمتد شريطها الساحلي بطول 70 كم، وعدد سكان دائمين يبلغ 2.625 نسمة. يمكن الوصول للجزيرة عن طريق العبارات التي تعمل على خطوط باروس- كيتنوس- سيريفوس- سيفنوس- ميلوس- كيمولوس. وهناك رحلات بحرية غير منتظمة إلى الجزر الأخرى في كيكلادس.

## التاريخ السكاني
| سنة  | السكان |
| ---- | ------ |
| 1951 | 2,773  |
| 1981 | 2,856  |
| 2001 | 2,574  |
| 2011 | 2,625  |